# Loasa acanthifolia
Loasa acanthifolia là một loài thực vật có hoa trong họ Loasaceae. Loài này được Lam. mô tả khoa học đầu tiên năm 1792.

## Hình ảnh

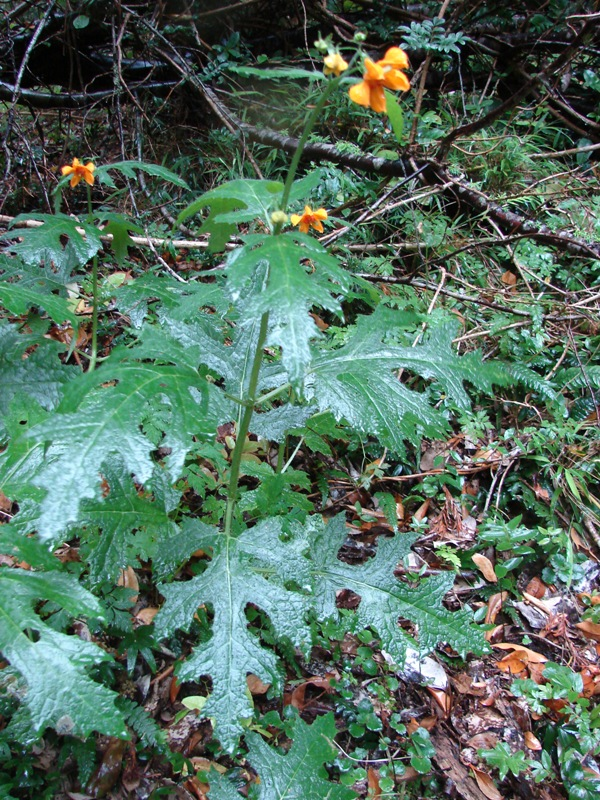
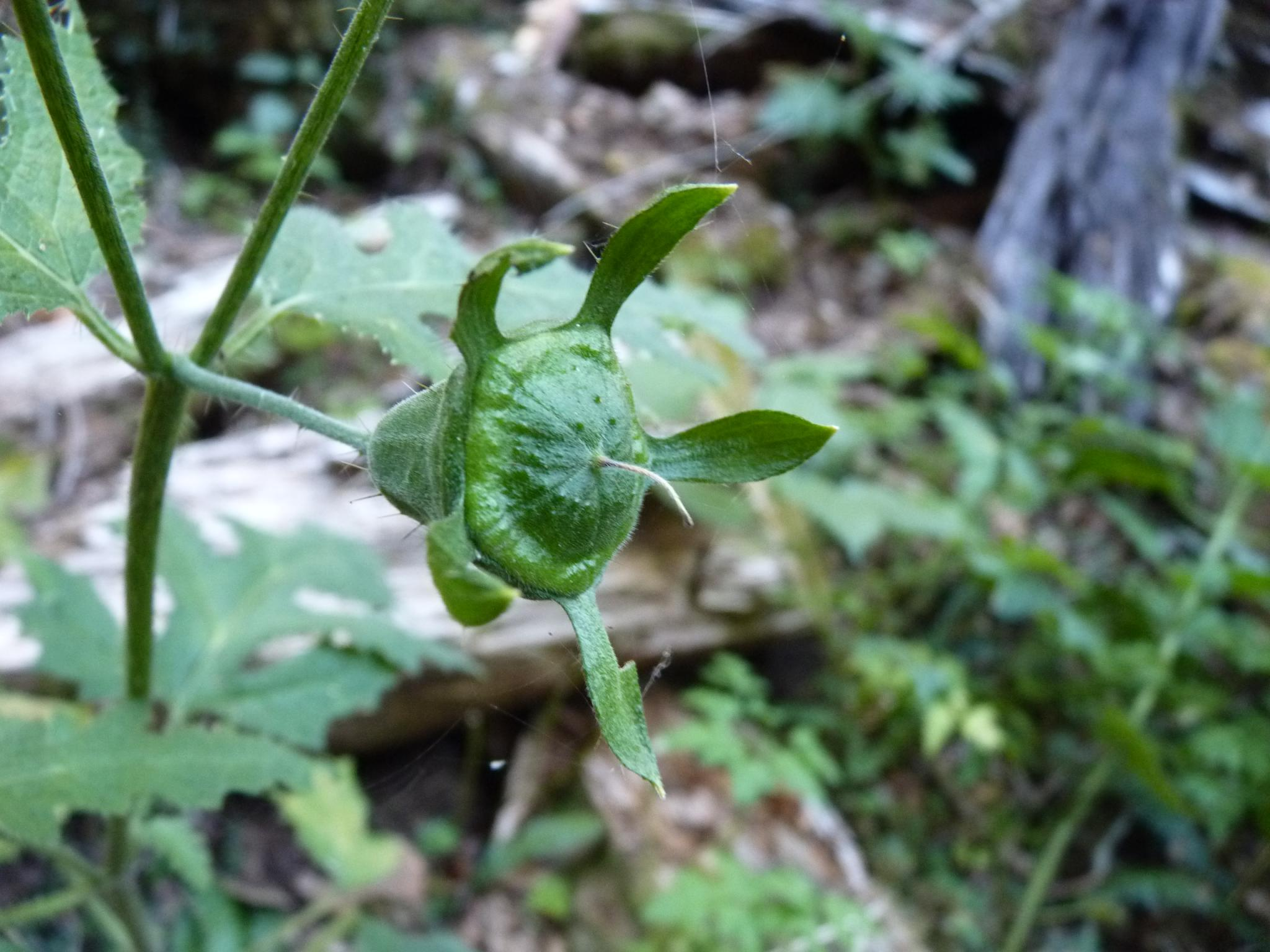